# Norrlångträsk
Norrlångträsk is een plaats in de gemeente Skellefteå in het landschap Västerbotten en de provincie Västerbottens län in Zweden. De plaats heeft 63 inwoners (2005) en een oppervlakte van 22 hectare. De plaats ligt tussen de meren Sörträsket en Nordträsket.